# Carrer de Sant Felip (el Masnou)
El carrer de Sant Felip és un carrer del municipi del Masnou (Maresme) amb un conjunt arquitectònic protegit com a bé cultural d'interès local.

## Descripció
Carrer sense desnivell amb un conjunt de cases de cos o cos i mig. Aquest tipus de cases es caracteritza per ser de planta rectangular i constar de planta baixa i planta pis o planta, pis i golfes o dos pisos, segons els casos, amb la coberta de teules àrabs a dues aigües i el carener paral·lel a la façana principal o amb el terrat pla.
El carrer té diverses parts diferenciades pel que fa a la tipologia d'habitatges. Al començament del carrer trobem edificacions entre mitgeres de planta rectangular amb el pla de façana enretirat del pla de carrer i amb patis al davant i a la part posterior. Les façanes tenen, generalment, una composició simètrica pel que fa a les obertures: amb una porta d'accés i una finestra a la planta baixa i dues finestres al primer pis. El tram mitjà del carrer té cases de més alçada, amb les façanes alineades al pla de carrer i amb dues o tres obertures per planta simètricament. A l'altre costat del carrer hi ha patis, garatges o altres construccions generalment d'una sola planta.
El parament de la façana dels habitatges acostuma a ser arrebossat pintat o estucat, amb varietat cromàtica però decoració molt austera, com a màxim algun relleu en llinda o brancals. També destaca el treball de serralleria de les reixes de ferro i baranes d'alguns balcons. Entre les cases hi ha també algun bloc de pisos construït posteriorment. Algunes de les cases destacades són els números 53 (Casa d'Antoni Suñol i Pla), 61 (Casa Salvador Millet), 85 o 105 (Casa Bassegoda).